# Ołeksandra Kutas
Ołeksandra Ołeksandriwna Kutas (ukr. Олександра Олександрівна Кутас, ur. 5 listopada 1993 w Dniepropetrowsku) – pierwsza niepełnosprawna ukraińska modelka, osoba publiczna oraz doradczyni burmistrza miasta Dniepr ds. dostępności infrastruktury miejskiej.

## Biografia

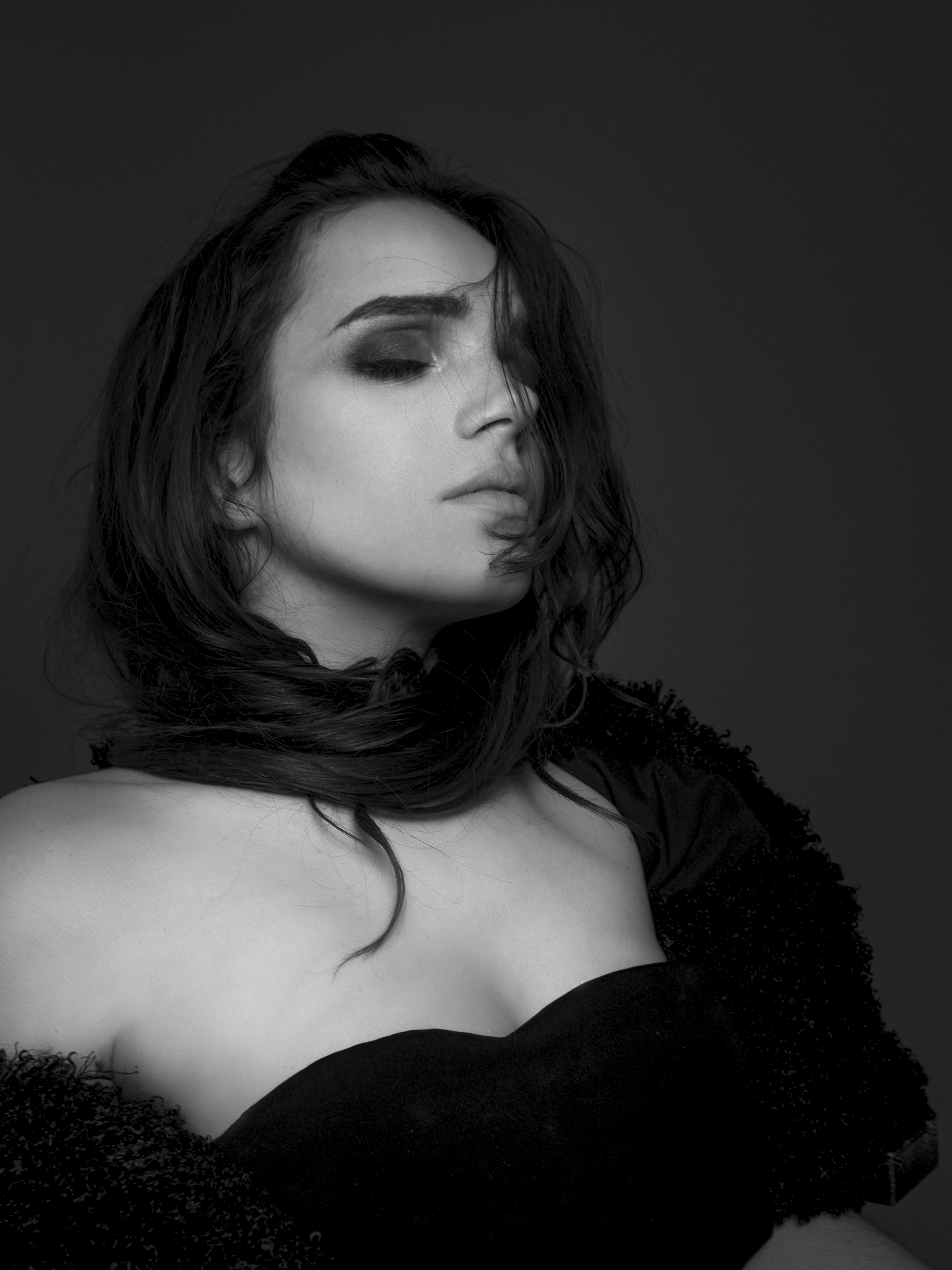
Ołeksandra Kutas podczas pokazu VIY 2017

### Dzieciństwo
Z powodu błędu lekarskiego podczas narodzin Ołeksandra ma uszkodzony rdzeń kręgowy i od tego czasu porusza się wyłącznie na wózku inwalidzkim. Jako licealistka podjęła się pracy dziennikarskiej w lokalnej prasie i telewizji. W 2009 Kutas wygrała konkurs organizowany przez UNICEF i otrzymała nagrodę dla „Najlepszej Młodej Dziennikarki”, po której odbiór została zaproszona do Nowego Jorku. W międzyczasie zaczęła interesować się psychologią i po zakończeniu nauki w liceum obrała studia na tymże kierunku na Dniepropetrowskim Uniwersytecie Narodowym im. Ołesia Honczara. Pomimo codziennych  trudności w związku z nieprzystosowaniem uczelni pod osoby niepełnosprawne, Ołeksandra ukończyła szkołę z wyróżnieniem. Niedługo potem rozpoczęła się wojna na Ukrainie, chcąc jakoś pomóc, Kutas na trzy miesiące wstąpiła do wolontariatu organizowanego przez szpital polowy.

### Kariera

#### Wystawa fotograficzna pt. „Break Your Chains”
Latem 2015 Kutas pierwszy raz rozpoczęła pracę jako modelka podczas Ukrainian Fashion Week. Rok później wraz z fotografem Andrijem Sarymsakowem zaprezentowała w Kijowie wystawę fotograficzną pt. „Break Your Chains”, która również znalazła się na Ukrainian Fashion Week. Projekt ten miał na celu przełamanie panującego stereotypu nt ludzi niepełnosprawnych. Po publikacji autorka spotkała się z pozytywnym wydźwiękiem płynącym z kraju jak i z zagranicy. Amerykański The Huffington Post napisał:

Jej odwaga i wytrwałość inspirują ludzi niepełnosprawnych w dążeniu do osiągania marzeń. Ogólnie rzecz ujmując ona jest kimś więcej niż tylko kobietą, która pokonuje niewyobrażalne przeszkody

#### "VIY" Runway Show

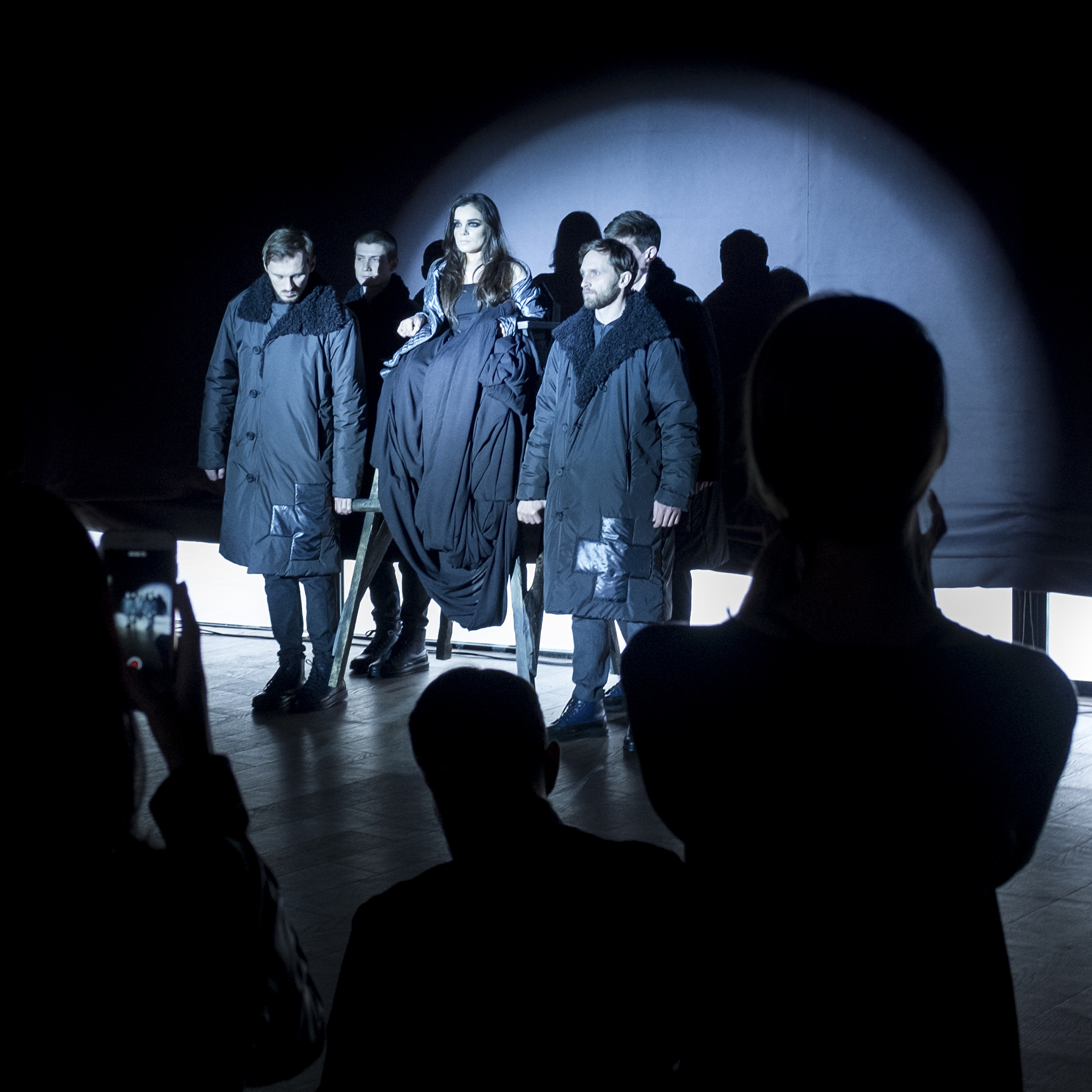
Pokaz Fedora Wozianowa

Od 2016 Ołeksandra współpracuje z amerykańskim menedżerem – Blake'iem Windem. W 2016 Kutas skontaktowała się z włoskim dyrektorem modowym Maurizio Aschero, który przedstawił ją ukraińskiemu projektantowi Fedorowi Wozianowi. Wozianow obsadził modelkę w głównej roli na pokazie swojej kolekcji. Podczas dwumiesięcznych przygotowań do eventu Ołeksandra wzięła udział w ponad 100 wywiadach, m.in. odnośnie do problemów współczesnego przemysłu modowego dla portalu informacyjnego „Newsy” w grudniu 2016, przeprowadzonego przez George'a Takeia.
W styczniu 2017 wzięła udział w pierwszym na świecie wideo przedstawiającym niepełnosprawne modelki. W lutym Kutas pokazała się jako główna modelka na pokazie „VIY” jesień/zima 2017, w którym to siedziała na specjalnie przygotowanym tronie trzymanym przez modeli. Pokaz ten został zrelacjonowany w 50 krajach (Daily Mail, Vogue, El Mundo) jak i w wideo dotyczącym mody samej Ołeksandry Kutas pt. „Viy Prelude”.